# Міжвідомча науково-методична рада з питань географічних назв
Міжвідомча науково-методична рада з питань географічних назв — колишній постійно діючий дорадчий орган у сфері розроблення і визначення основних принципів встановлення та унормування географічних назв. Утворена при Державній службі геодезії, картографії та кадастру.
Діяла з 19 квітня 2006 по 4 березня 2015. При її створенні була ліквідована Національна рада з географічних назв.

## Завдання
- розроблення і визначення основних принципів встановлення та унормування географічних назв;
- участь у підготовці пропозицій щодо формування напрямів державної політики у встановленні, унормуванні, обліку, реєстрації використанні та збереженні географічних назв;
- розгляд пропозицій щодо найменування та перейменування географічних об'єктів.

Рада:
- розглядала проекти законодавчих та інших нормативно-правових актів щодо встановлення та унормування географічних назв і готує у разі потреби відповідні пропозиції;
- розглядала науково-методичні та нормативно-технічні документи щодо встановлення та унормування назв географічних об'єктів, що знаходяться на території України, а також географічних об'єктів Землі, на які не поширюється суверенітет та юрисдикція будь-якої держави;
- розробляла науково-методичні документи щодо правил передачі назв географічних об'єктів України літерами латинського чи іншого алфавіту;
- аналізувала та узагальнює вітчизняний і зарубіжний досвід роботи щодо встановлення та унормування географічних назв;
- вносила Укргеодезкартографії пропозиції щодо найменування та перейменування географічних об'єктів, створення і ведення Державного реєстру географічних назв;
- розглядала підготовлені до друку словники, довідники і каталоги назв географічних об'єктів
- здійснюаплп співробітництво з Групою експертів ООН з географічних назв, відповідними іншими іноземними та міжнародними організаціями

## Очільник і склад
Раду очолював голова Державної служби геодезії, картографії та кадастру.
До складу Ради входили представники Мінприроди, Міноборони, Мінтрансзв'язку, МОН, інших центральних органів виконавчої влади та Національної академії наук.